# Peromyia ayaensis
Peromyia ayaensis är en tvåvingeart som beskrevs av Jaschhof 2001. Peromyia ayaensis ingår i släktet Peromyia och familjen gallmyggor. Inga underarter finns listade i Catalogue of Life.